# Alloporus uncinatus
Alloporus uncinatus är en mångfotingart som beskrevs av Carl Graf Attems 1914. Alloporus uncinatus ingår i släktet Alloporus och familjen Spirostreptidae. Inga underarter finns listade i Catalogue of Life.